# 约瑟夫·波尔钦斯基
小约瑟夫·杰拉德·波尔钦斯基（1954年5月16日—2018年2月2日），美国理论物理学家和弦论学家。

## 生平
波尔钦斯基出生于纽约州白原市，他是老约瑟夫·杰拉德·波尔钦斯基（1929-2002）和Joan的长孩。

## 学术研究
波尔钦斯基撰写了两卷本教科书弦论，于1998年出版。他对理论物理学做出了许多贡献，最著名的是关于D膜的研究。2008年，他因关于超弦理论的工作获得了狄拉克奖章。2017年，他获得了基础物理学突破奖。

### 黑洞火牆
2012年，約瑟夫·波爾欽斯基與阿赫麥德·阿姆黑利（Ahmed Almheiri）、唐納德·馬若夫（Donald Marolf）、詹姆斯·蘇利（James Sully）提出黑洞火牆理論，認為當一位觀察者落入黑洞的事件視界表面時，會遭遇高能量的量子密集地聚在一起形成的「火牆」。目前學界對此一概念仍有爭議，並未全然接受該理論。

## 个人生活
1980年，波尔钦斯基和Dorothy Maria Chun结婚。他们育有两个儿子，史蒂文和丹尼尔。
2018年，波尔钦斯基因患脑癌死于加利福尼亚州圣塔芭芭拉的家中，享年63岁。

## 出版物
- Polchinski, Joseph, , Cambridge University Press, 1998a, ISBN 0-521-63303-6